# Antonins (Rome)
Pour les articles homonymes, voir Antonins.
 (février 2013).
Si vous disposez d'ouvrages ou d'articles de référence ou si vous connaissez des sites web de qualité traitant du thème abordé ici, merci de compléter l'article en donnant les références utiles à sa vérifiabilité et en les liant à la section « Notes et références ».
Les Antonins sont les membres de la famille impériale d'empereurs romains qui ont régné entre 96 et 192 apr. J.-C. Les cinq premiers empereurs Antonins entrent dans l'histoire sous le nom des « Cinq bons empereurs », expression inventée en 1503 par le penseur humaniste Machiavel et reprise dans l’ouvrage Histoire de la décadence et de la chute de l'Empire romain de l'historien Edward Gibbon en 1776 pour désigner Nerva, Trajan, Hadrien, Antonin le Pieux et Marc Aurèle. Il s'agit de plusieurs ensembles familiaux distincts, mêlant alliances matrimoniales complexes et adoptions.

## Caractéristiques de la dynastie
Le terme antonin provient non pas du premier membre de la dynastie mais d'Antonin le Pieux. Si l'on a retenu cet adjectif pour qualifier l'ensemble des empereurs, c'est parce que le règne d'Antonin est l'exemple même et le regroupement de toutes les qualités des différents règnes.
La première des caractéristiques de cette dynastie, particularité exceptionnelle qui assura le règne consécutif sur 84 ans, est le choix par l'empereur régnant, de son vivant, de son successeur. Ni Nerva ni Trajan ni Hadrien n'eurent de fils, le trône échut donc à chaque fois non pas à un héritier dynastique mais à l'homme que l'empereur considérait comme le plus à même de régner après lui. Mal considéré après le règne sanglant de Domitien qui avait succédé, après le règne de son frère Titus, à son père Vespasien, le principe d'hérédité est totalement battu en brèche durant ces cinq premiers règnes. Seul Marc Aurèle destina son fils Commode au trône. 
On peut donc légitimement se demander si le principe du choix du successeur parmi les plus capables ne fut pas utilisé par défaut, parce que, fait exceptionnel, quatre empereurs de suite n'eurent pas d'enfant mâle en vie à leur avènement. Des reconstitutions prosopographiques récentes, telles celles de François Chausson, ont battu pareillement en brèche le thème antonin de propagande du « choix du plus digne » : les Antonins étaient en réalité déjà apparentés par le sang avant l'adoption, et celui qu'adoptait l'empereur régnant était son plus proche héritier mâle. L'Empire restait, comme sous les Julio-Claudiens, les Flaviens ou les Sévères, un bien patrimonial à léguer au parent le moins éloigné. Marc-Aurèle ne fit qu'obéir à cette logique séculaire et non à la « faiblesse » paternelle traditionnellement invoquée lorsqu'il associa son fils Commode au trône.
Cela n'oblitère pas le fait qu'ils furent choisis pour leurs qualités et non simplement du fait de leur origine familiale, par leurs prédécesseurs, aussi capables qu'eux.
Une autre idée reçue est souvent utilisée pour donner aux Antonins des signes d'âge d'or, c'est la relative absence de complots et de luttes politiques à l'intérieur de la dynastie, que l'on compare souvent avec les intrigues constantes des Julio-Claudiens. En réalité, l'adoption de Trajan qui vit s'affronter plusieurs factions dans l'entourage de Nerva, les dernières années d'Hadrien où celui-ci est tiraillé entre ses différents neveux pour sa succession, l'usurpation d'Avidius Cassius, etc., nous montrent que les intrigues et les tentatives de coup d'État sont plus nombreuses qu'il n'y paraît.
Les historiens contemporains sont de plus en plus nombreux à considérer les Antonins, comme des empereurs qui se plaçaient en continuité politique des Julio-Claudiens et des Flaviens, et non comme des « bons empereurs », terme et concept inventé et fantasmé par Gibbon et beaucoup de ses successeurs. Les pratiques autocratiques de leurs prédécesseurs s'accentuent et se renforcent; divinisation des membres de la famille impériale (domus augusta), promotions à de hautes fonctions de chevaliers et de sénateurs homo novi loyaux en contrepartie d'une aristocratie jalouse et surveillée, pratiques de la censure perpétuelle à l'encontre du sénat, par les procédures adlectio inter praetores (admission parmi les préteurs) et adlectio inter patricio (admission parmi les patriciens).

## Réalisations en politique extérieure

### Caractères généraux de l'armée romaine sous les Antonins
Héritière de l'armée créée par Auguste, l'armée romaine sous les Antonins est un outil très efficace qui remplit ses missions avec succès, malgré des effectifs réduits.
L'armée est composée avant les guerres danubiennes de Marc Aurèle de 28 légions (chiffre identique à celui du début du principat d'Auguste, ce qui démontre un souci de stabilité selon Paul Petit). Avec les corps auxiliaires cela donne environ 350 000 soldats pour une frontière d'environ 10 000 km au total (densité moyenne : 35 soldats/km). Les effectifs pour un territoire si étendu sont excessivement faibles. Plus grave peut-être, il n'y a qu'une seule légion en arrière des frontières : les réserves stratégiques de l'Empire, ce sont à cette époque les 5 500 soldats de la VIIe Gemina basée en Tarraconaise (nord de l'Espagne).
Pourtant, on estime que ces 350 000 soldats représentent 0,85 % de la population libre et entre 3 et 4 % des citoyens. Ces chiffres sont impressionnants, car il ne faut pas oublier que ces 350 000 soldats font partie de l'armée régulière et permanente (pour prendre une échelle de comparaison, cela fait environ respectivement 510 000 soldats en France ou 2 100 000, suivant que l'on prend le pourcentage de la population libre ou celui des citoyens — l'armée française comptait, en 2007 et hors réservistes, 437 000 personnes).
Ce que cette armée ne peut faire avec le nombre (les soldats sont dispersés aux frontières), elle le fait avec la qualité.
Les soldats sont en effet des professionnels volontaires. Les sous-officiers sont pareillement des soldats de métier et, si le corps des officiers supérieurs n'est pas encore professionnel, une plus grande attention est portée au choix des tribuns militaires et des légats (sous Hadrien notamment). Cette époque voit toutefois un phénomène déjà ancien prendre de l'ampleur : la régionalisation des armées, recrutées sur le lieu où elles sont cantonnées. Certains engagés sont également des fils de soldats (ex castris). Ces facteurs accentuent les disparités entre les différentes armées romaines, qui, au siècle suivant, seront source de problèmes importants. Seule exception à cette constatation : les corps auxiliaires sont eux cantonnés loin de leurs foyers.
L'armée romaine de cette époque est en effet divisée en deux grands corps : d'un côté les légions, de l'autre les corps auxiliaires. Ces derniers sont organisés en cohortes de 500 fantassins, en aile de cavalerie de 500 ou 1 000 cavaliers, recrutées de manière exclusivement régionale, mais combattant à la romaine et sous commandement romain. Les soldats sont des pérégrins et obtiennent au bout de 25 ans la citoyenneté romaine.
À côté des auxiliaires, de nouvelles unités « barbares » font leur apparition sous Hadrien : les numeri (numerus au singulier). Ce sont des unités militaires qui combattent cette fois sous commandement indigène, qui conservent leurs propres dieux, leur langue, et ne reçoivent généralement pas le droit de cité après leur engagement. Leur nombre est toutefois réduit.
Les opérations militaires liées à la politique défensive de l'Empire à partir d'Hadrien nécessitent une modification de l'utilisation des légions : au lieu de manœuvrer toute une légion, méthode lourde, on préfère détacher des groupes : ce sont les vexillationes (ou « vexillations », c'est-à-dire détachements en français). Il y en a autant dans les légions que dans les corps auxiliaires. Ces détachements sont commandés par des praepositi (praepositus au singulier). Leurs missions sont temporaires.

### Les dernières flammes d'une politique offensive
Depuis la deuxième guerre punique, Rome n'a cessé d'étendre son territoire, conquérant la Gaule, l'Égypte, la Bretagne, etc. Cette politique expansive diminua lentement durant les Julio-Claudiens, et les Flaviens, sans jamais cesser (annexion des États-clients augustéens, annexion de la Bretagne par exemple).
Sous Trajan, l'Empire connut ses deux dernières campagnes de conquête et d'annexion de grande envergure — mis à part les rêves de certains empereurs comme Caracalla, la politique de l'Empire resta défensive jusqu'à la fin. C'est pourquoi d'ailleurs on considère souvent Trajan comme le dernier grand conquérant de l'Antiquité romaine.
Conquérant, il le fut assurément, mais comme le soulignait Pline le Jeune, « il ne craignait pas la guerre mais ne la cherchait pas ».

#### Les guerres daciques
En 101 le roi dace Décébale, vaincu déjà par Domitien, réarmait en nouant des alliances avec les Roxolans et les Bures. Trajan réagit rapidement en prenant la tête d'une douzaine de légions (sur un total de 28, ce qui est appréciable). La guerre fut rapide, et Décébale, vaincu, abandonna le Banat et dut raser ses forteresses.
En 105, Décébale attaqua le Banat afin de le reprendre. C'est la deuxième guerre dacique, qui est bien plus difficile que la première. À la fin de cette campagne, Décébale s'est suicidé et Trajan annexe la Dacie. En plus de mettre la main sur les mines d'or du pays, il offre à l'Empire un avant-poste en Europe centrale à une époque où les tout premiers remous des grandes migrations commencent à se faire légèrement sentir. La Dacie, bien défendue, constituait une protection très intéressante des deux Mésies et des deux Pannonies. Trajan savait peut-être qu'au cœur de l'Europe des peuples (Goths, Suèves) s'agitaient ; mais qu'il le sût ou non n'enlève rien au bien-fondé de cette annexion.

#### L'annexion de l'Arabie Pétra et la guerre parthique
Depuis l'annexion définitive du royaume de Judée en 93, une mince bande territoriale reliait la nouvelle province de Judée et celle d'Égypte. Le royaume nabatéen d'Arabie menaçait par sa position géographique en coin cette ligne de communication vitale. De plus, les Nabatéens, peuple de Bédouins caravaniers, servaient aux marchands romains d'intermédiaire avec la mer Rouge, et prenaient au passage évidemment une commission. Ces deux raisons convainquent Trajan de conquérir le royaume d'Arabie. Il charge Cornelius Palma, l'un de ses meilleurs généraux, qui était le légat de Syrie, d'annexer ce royaume, ce qui est fait sans grande résistance en 106 ; la province d'Arabie est créée.
C'est ensuite que Trajan commença les préparatifs de sa grande guerre parthique, qui devait sûrement dans son esprit être un dépassement des exploits d'Alexandre le Grand en même temps qu'une façon de créer un glacis sur les frontières orientales de l'Empire romain, destruction de l'Empire parthe qui depuis le compromis conclu avec Néron n'avait pourtant pas été dangereux. Il concentre de nombreux soldats en Cappadoce, dépêche des envoyés (Pline le Jeune légat impérial à pouvoir consulaire en Bithynie, province qui était pourtant sénatoriale) afin d'assurer la préparation de son offensive, modifie l'organisation administrative des territoires qui vont être engagés dans la guerre (la grande Cappadoce est divisée en Galatie dépourvue de soldats, et Cappadoce, base de l'offensive).
Le casus belli est long à arriver, mais Chosroès, successeur de Pacorus II sur le trône parthe, viole le compromis de 63 en plaçant sur le trône d'Arménie un roi qui ne plaisait pas aux Romains. Au début de l'année 114, Trajan attaque l'Arménie et met en déroute le roi placé par les Parthes. L'Arménie est annexée et devient une province romaine. Puis il entreprend la conquête de la Parthie. En janvier 116, le Sénat lui décerne le titre de Parthicus. Puis au printemps de la même année, Trajan reprend la conquête ; il arrive sur les rives du Golfe Persique. Mais dans les conquêtes récentes, l'agitation gronde, et une union nationale se forme sous la houlette du roi Chosroès, qui a échappé aux Romains. Les Juifs diffusent les mots d'ordre dans les terres conquises, Trajan fait marche arrière pour préserver ses annexions. Certains de ses légats sont battus par les Parthes, et lui-même échoue à prendre Hatra au printemps de l'année 117, au moment même où se déclenche une nouvelle révolte juive en Judée, à Chypre également. Il y a des troubles à Alexandrie, en Égypte, en Cyrénaïque. Malgré la répression des légats de Trajan, tout l'Orient est en feu. Le dernier des grands conquérants meurt alors, le 8 ou 9 août 117 en Cilicie. Hadrien, légat de Syrie, est chargé de ramener l'armée.
Les conquêtes de la guerre parthique sont toutes perdues, et les frontières redeviennent celles d'avant le conflit. L'Arménie également est perdue en tant que province.

### Le changement de politique extérieure
La guerre parthique qui fut un échec évident, a prouvé deux choses : la première, c'est que la Parthie ne pouvait pas être conquise car elle n'était faite que de déserts, arides, où les armées romaines, puissantes et lourdes, étaient inefficaces ; et de cette première constatation surgit une autre, celle que l'Empire désormais à l'est était limité immanquablement par l'Empire parthe. L'autre donnée essentielle démontrée largement par cette guerre parthique est que Rome avait atteint son extension maximum, du moins avec son armée de 300 000 soldats. Sans augmentation radicale de la taille de son armée, l'Empire ne peut prétendre garder efficacement ses frontières et conquérir de nouveaux territoires. Toute nouvelle conquête se heurterait désormais à des impératifs techniques insolubles : distance, importance des moyens engagés et donc des moyens à retirer des frontières, difficulté de garder ensuite de nouvelles provinces trop loin de Rome.
Le changement de politique se fit donc d'une manière radicale. Il fut principalement l'œuvre de deux empereurs, Hadrien et Antonin le Pieux, qui réussirent à défendre efficacement et économiquement les frontières.

#### Le limes, la clé du système défensif
C'est sous Hadrien que le limes (au pluriel limites) acquiert la valeur défensive qu'il n'avait pas auparavant. Il désignait en effet d'abord la limite, non fixée, du territoire romain, et également une ligne pour des attaques et contre-attaques, avec des routes se dirigeant vers le territoire ennemi. Le limes devient défensif à partir du moment où il désigne non plus une limite non fixée mais une frontière qu'il s'agit de défendre contre les Barbares. En cela, le limes devient une ligne de séparation entre le monde romain et le monde barbare, entre le monde civilisé et le monde barbare et inculte, ce qui lui confère aussi une valeur morale. Comme il doit défendre l'Empire contre les ennemis, on pourvoit le limes de défenses, échelonnées, avec des camps et une route de rocade permettant d'amener rapidement des troupes vers un point menacé. À ces valeurs morale et défensive il convient d'en ajouter une troisième : en période de paix, le limes est une zone de passage pour les marchands, où l'armée les protège et où elle établit des postes de douane.
Loin de constituer un système unifié de défense, le limes, concept générique, est adapté aux situations différentes que l'Empire rencontre : il forme parfois une défense continue, comme le limes de Bretagne  ou des Champs Décumates, mais c'est le plus souvent un chaînage discontinu de places militaires (castra) et de fortins (castella).

## Liste des empereurs de cette dynastie
- Nerva
- Trajan
- Hadrien
- Antonin le Pieux
- Marc Aurèle
- Lucius Aurelius Verus
- Commode